# Mihail Gheorghiu Bujor
Mihail Gheorghiu Bujor (n. 8 noiembrie 1881 – d. 17 iunie 1964) a fost un avocat, jurnalist și militant socialist român. A fost o figură importantă a mișcării muncitorești române și a îmbrățișat cauza comunistă în timpul Primului Război Mondial, organizând detașamente românești înarmate în Odesa pentru a sprijini Revoluția din Octombrie și în speranța de a instiga la revoluție în Regatul României. În 1919 a fost, pentru o scurtă perioadă, Comisar al Poporului pentru Afaceri Externe al RSS Basarabene.
A fost deținut politic în România o mare parte din perioada interbelică și în timpul celui de-Al Doilea Război Mondial. După schimbarea de regim din 1948, a ocupat mai multe funcții politice minore la sfârșitul anilor '940. Din 1946 până la deces a fost deputat.

## Distincții
- Ordinul „23 August” clasa I (12 august 1959) „pentru merite deosebite în opera de construire a socialismului”[1][2]